# 土岐市図書館
土岐市図書館（ときしとしょかん）は、岐阜県土岐市にある公共図書館。

## 概要
現在の図書館は1978年（昭和53年）3月25日開館。延床面積は1569m2。
2019年度（令和元年度）末時点の総蔵書数は174,751冊である。

## 利用案内
開館時間
- 10:00 - 19:00（火曜日から金曜日）
- 10:00 - 17:00（土・日曜日）

休館日
- 月曜日（当日が祝日の場合は開館）
- 毎月第4金曜日（その日が祝日の場合は開館）
- 年末年始

貸出
- 貸出点数：1人10点まで
- 貸出期間：14日間

## 交通アクセス
- JR中央本線 土岐市駅下車、徒歩で約10分。
- 東鉄バス駄知線、土岐 = 下石 = 駄知線、土岐 = 妻木線、土岐 = 笠原線、土岐プレミアム・アウトレット線「土岐中央橋」バス停より徒歩で約3分。

## 周辺施設
- 土岐市役所
- 土岐市文化プラザ
- 土岐市立土岐津小学校
- 十六銀行土岐支店
- 土岐市駅
- セラトピア土岐

## 入館禁止処分に関する訴訟
2019年（令和元年）8月から11月にかけて、1日の間に150冊以上の本の貸借を繰り返す、4カ月間に1659冊の図書を借り出す、1日で最大88冊の閉架図書の閲覧請求をしたり、館内閲覧の場合は不必要な貸出・返却を1日最大134冊行う、カウンターに割り込みをする、特定の司書に対して図書館の改善点が書かれた手紙を黙読するよう求め、断られるとその場で読み上げる、特定の司書に執着して受付を求めて待ち続ける、借りた図書20冊を敷地内の屋外階段に放置する、図書を飲食スペースに持ち込んで閲覧をする、などといった女性利用者の行為について、土岐市教育委員会は女性に対して市図書館運営規則に基づいて2度の警告の後、入館禁止処分を行なった。図書館によれば、女性側のこうした行動は「2016年度に設定された予約上限冊数を撤廃する要求が認められなかった」ことがきっかけであり、これ以前から要望・苦情を繰り返していた。
これに対し女性は処分の撤回を求めて行政不服審査請求を行い、また処分の撤回と慰謝料40万円を求めた訴訟を行なった。2021年（令和3年）7月に岐阜地方裁判所は、入館禁止処分の取り消しの判決が出された。ただし、女性の振る舞いが「通常の利用方法と大きくかけ離れていたことは否定できない」として、慰謝料は5000円に留まった。これに対し市は控訴。並行して市図書館設置条例の一部を改正し、「利用の制限」について明示する条文を新たに付け加えた。
その後、2022年（令和4年）1月の名古屋高等裁判所の控訴審では、取り消しを認めた一審岐阜地裁判決を変更し、女性の請求を棄却している。名古屋高裁は、女性が図書館から2度にわたって「問題行動を改善しなければ利用制限を行うこととなる」通知を行っていたことから、問題行動は職員に多大な負担を生じさせるものであったとして「利用の全面的禁止は必要かつ合理的であった」と認定した。